# Національний заповідник Додорі
Національний заповідник Додорі — це охоронна територія, розташована в східному окрузі Ламу Прибережної Провінції в Кенії. Заснований у 1976 році, площа 877 км 2. Заповідник охоплює важливу лісову територію, яка історично підтримувала великі популяції дикої природи, включаючи слонів, левів, буйволів, малих куду і прибережних топі.
Національним заповідником Додорі керує Служба охорони дикої природи Кенії, і він є частиною більшої території, яка була визнана у всьому світі важливою територією культурної спадщини та цінним природоохоронним місцем міжнародними організаціями, такими як МСОП, Conservation International, Всесвітній фонд дикої природи тощо. Разом із сусіднім морським національним заповідником Кіунга, національний заповідник Додорі був названий ЮНЕСКО заповідником людини та біосфери в 1980 році.